# Плоскош-Сат (Клуж)
Плоскош-Сат (рум. Ploscoş-Sat) насеље је у Румунији у округу Клуж. Oпштина се налази на надморској висини од 324 m.

## Становништво
Према подацима из 2011. године у насељу је живело 787 становника.